# 마르가리타

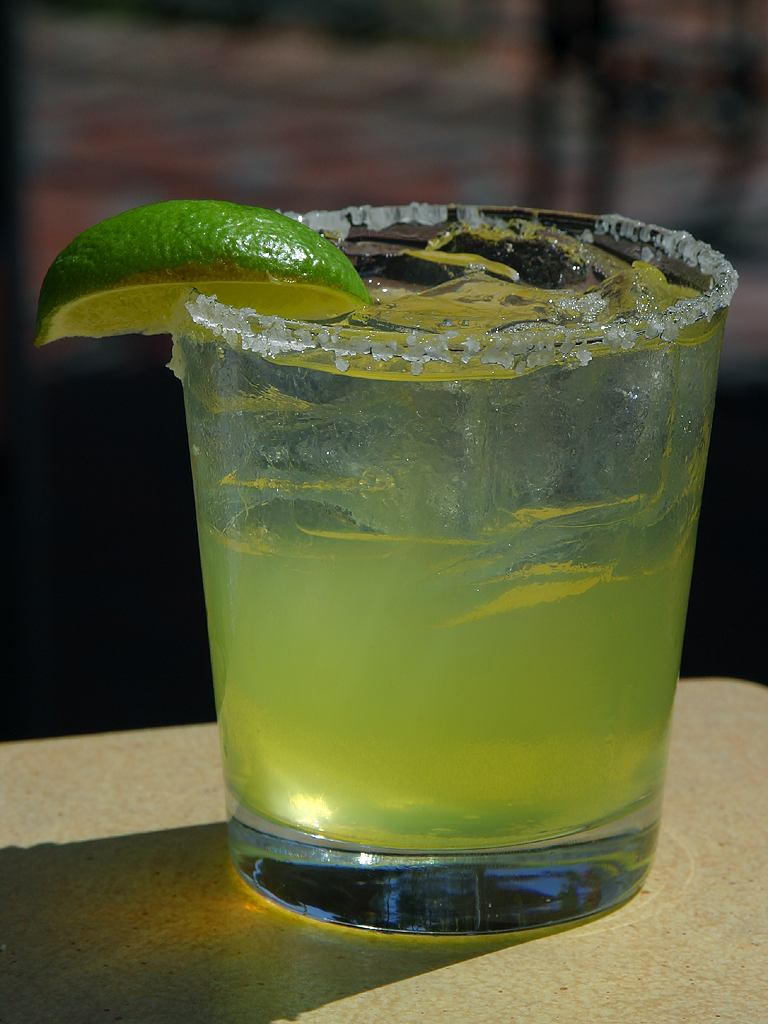
얼음을 넣은 마르가리타.

마르가리타(스페인어: Margarita)는 테킬라 베이스의 칵테일의 한 가지이다. 테킬라, 트리플 섹, 오렌지 맛 리큐어, 라임 즙 혹은 레몬 즙을 가지고 만드는데, 글라스 주위에 소금을 두르는 것이 특징이다. 테킬라 중에서는 실버(silver) 테킬라 혹은 블랑코(blanco) 테킬라를 써서 만드는데, 어떤 사람들은 레포사도나 골드(gold) 테킬라를 가지고서도 만든다.
"마르가리타"는 라틴어로 진주를 뜻하는 단어이다. 또한 스페인어로 데이지를 뜻하는 단어이다.

## 종류
마르가리타를 만드는 데 있어서 다음과 같은 비율이 흔히 쓰인다:
- 2:1:1 = 6:3:3 (50% 테킬라, 25% 트리플 섹, 25% 신선한 라임 즙 혹은 레몬 즙).
- 3:2:1 = 6:4:2 (50% 테킬라, 33% 트리플 섹, 17% 신선한 라임 즙 혹은 레몬 즙).
- 3:1:1 = 6:2:2 (60% 테킬라, 20% 트리플 섹, 20% 신선한 라임 즙 혹은 레몬 즙).
- 1:1:1 = 6:6:6 (33% 테킬라, 33% 트리플 섹, 33% 신선한 라임 즙 혹은 레몬 즙).

어떤 바텐더들은 물을 약간 첨가하기도 한다. 이들 바텐더들은 물을 조금 첨가하면 세 가지 주재료의 향을 조금 누그러뜨릴 수 있다고 주장한다.

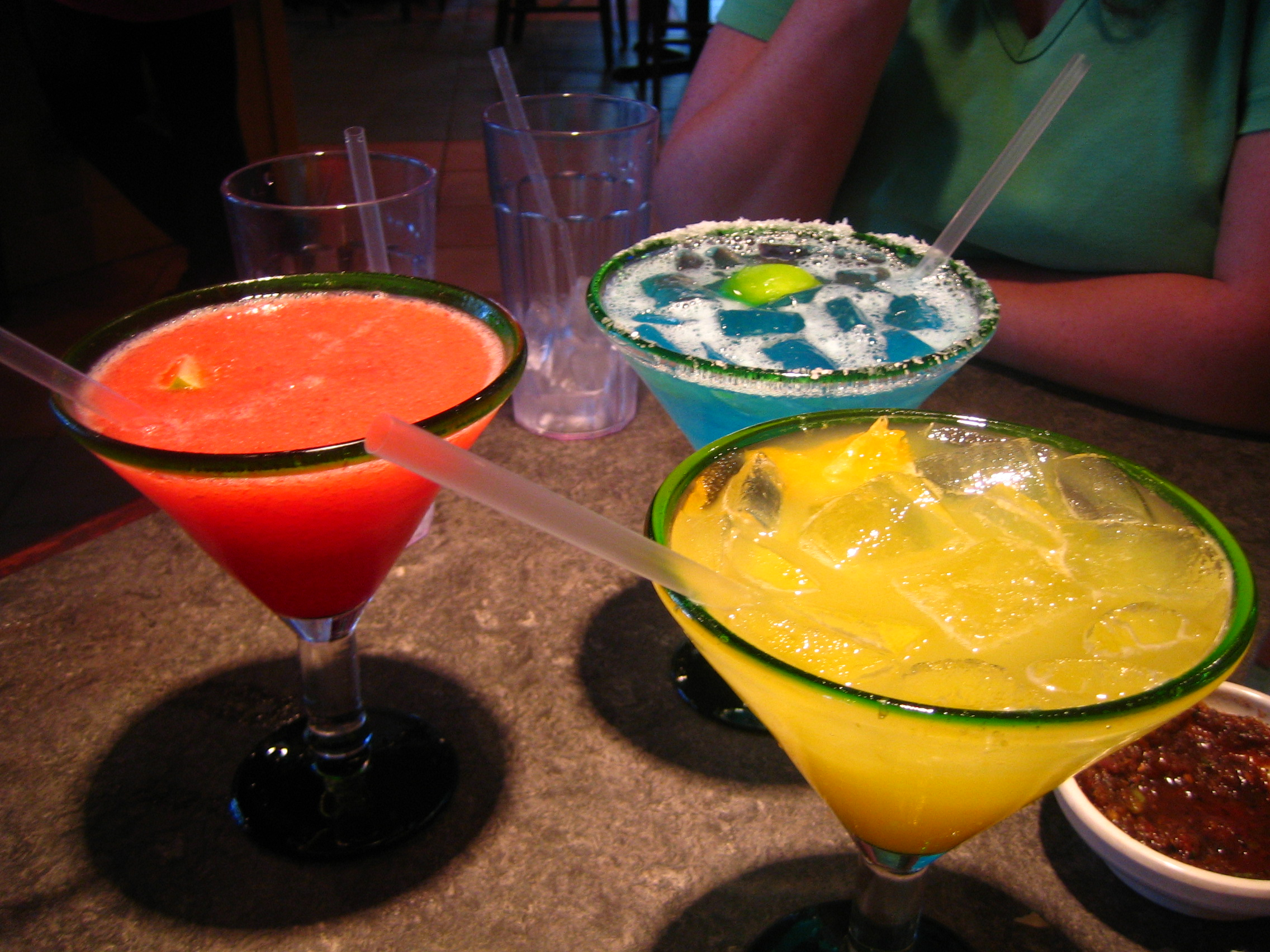
마가리타는 종류별로 맛과 향이 다양하다.

이 칵테일은 얼음 셰이크로 마시거나(shaken with ice), 온더락으로 마시거나(on the rocks), 얼음과 같이 마신다. (blended with ice ("프로즌 마가리타", the "frozen margarita")) 어떤 방법을 쓰든지, 보통은 마가리타 글라스 주위에 소금을 둘러쳐놓고는 마신다. 테킬라에 정통한 바텐더의 주장에 따르면 질이 떨어지는 테킬라로 만든 질 낮은 마가리타의 향을 소금이 없애 준다고 한다. 소금을 두르는 것(salt rim)을 고집하는 사람들을 위해, 어떤 바텐더들은 글라스의 반쪽만 소금으로 두르고, 빨대를 꽂아서 마가리타를 내놓는다. 그렇게 하여 사람들로 하여금 소금을 안 먹고 마가리타를 즐길 수 있게 하기 위함이다.
대부분의 마가리타는 테킬라, 오렌지 리큐어, 라임 즙 혹은 레몬 즙으로 구성된다. 간혹, 당류(감미료)가 추가되기도 한다. 설탕 시럽 등등이 첨가되는 등, 마가리타의 변종은 점점 더 많아지고 있다. 병에 든 라임 즙를 첨가하는 것도, 당류를 추가하는 한 가지 방법인데, 병에 든 라임 즙이 설탕을 함유하고 있기 때문이다.
트리플 섹 이외에도, 다른 종류의 오렌지 향 리큐어가 사용될 수 있다. 예를 들어, Patrón Citrónge, 쿠앵트로, 블루 퀴라소(Blue Curaçao)등을 사용하면 "블루 마가리타 (JC)"를 만들 수 있다. "그랜드", "로열", "캐딜락" 마가리타라고 불리는 마가리타는 그랑 마니에르(프랑스산 술이다.)를 가지고 만든다. 좀 더 단 맛이 나는 과일 즙이나 갓 섞은 과일 등을 마가리타에 추가하고 오렌지 향 리큐어는 그 양을 줄이거나 아예 생략해 버리고 마가리타를 만들기도 한다.
사람들은 갓 짜낸 라임 즙을 마가리타의 핵심 재료라고 생각을 한다. 하지만 갓 짜낸 레몬 즙을 라임 즙 대신 사용될 수 있다. 레몬 즙을 사용할 때가 쓴 맛이 덜하고 단 맛이 더 나기 때문이다. 미국 내에서 가장 흔히 사용되는 라임은 껍질이 두꺼운 페르시아라임이다. 하지만 멕시코에서는 키라임을 가지고 마가리타를 만든다. 키라임은 페르시아라임에 비해 껍질이 얇고 시큼하며 쓴 맛이 더하다. 단 맛을 위해 메이여 레몬을 재료로 사용해도 무방하다.
일부 바텐더 및 마가리타 전문가들이 마가리타에 여러 가지 것들을 거품 형태로 첨가(froth)한 이래로, 일부 사람들은 블렌디드 (하지만 얼지 않은) 마가리타에 달걀 흰자를 넣어 거품을 내어 마시기도 한다.
과일 즙으로는 라임 즙이나 레몬 즙 말고도 다른 것들이 마가리타에 쓰일 수 있다. 한데, 보통 "마가리타"라고 하면 라임 즙이나 레몬 즙을 넣어 만든 마가리타를 말한다. 하지만, 다른 즙이 마가리타를 만드는 데 쓰였다면 마가리타 앞에 "수식어"가 붙는다. 이 때는 라임 즙이나 레몬 즙은 첨가된 재료로 간주한다. (흔히 이 때는 라임 조각을 글라스 옆구리에 끼우기도 한다.) 인기있는 조합은 다음과 같다:
- 라임 즙을 곁들인 "나무딸기" 마가리타(Raspberry margarita, with lime juice)
- 레몬 즙을 곁들인 "딸기" 혹은 "복숭아" 마가리타(Strawberry or peach margarita, with lemon juice)

## 역사

### 누가 마가리타를 발명하였나?

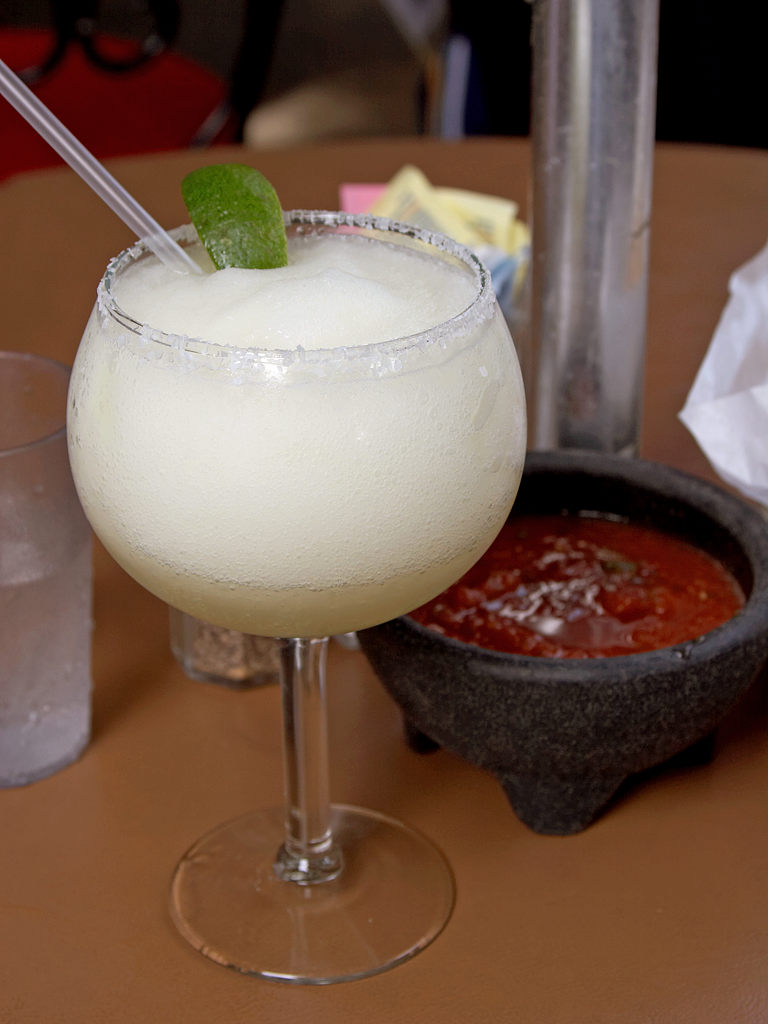
블렌디드 마가리타

마가리타 칵테일의 발명 관련해서, 수많은 이야기가 있다. 마가리타 칵테일의 발명과 관련해 널리 전해지는 이야기는 다음과 같다:
1936년, 대니 니그릿(Danny Negrete)이 롭 가르시아(Rob Garcia)와 함께 발명함.
- 비율: 1:1:1 = 6:6:6 (33% 테킬라, 33% 트리플 섹, 33% 신선한 라임 즙).

살바도르 니그릿(Salvador Negrete) (다니엘 니그릿(Daniel Negrete)의 아들)의 이야기에 따르면, 이야기는 다니엘 니그릿이 그의 동생 데이비드 니그릿과 함께 가르시 그리스포 호텔에 주점을 하나 열었을 때로 거슬러 올라간다. 데이비드 니그릿이 결혼하기 전, 다니엘은 그의 제수인 마가리타에게 결혼 선물로서 마가리타 칵테일을 만들었다고 한다.
그 마가리타 칵테일은 트리플 섹 1/3, 테킬라 1/3, 키라임 즙 1/3을 섞은 칵테일이었다. 이 칵테일은 블렌드되지 않은 채로, 부순 얼음과 함께 나왔다고 한다.
1942년 7월 4일, 프란시스코 판초 모랄레스
바텐더였던, 판초 모랄레스가 1942년 7월 4일 멕시코 시우다드후아레스에 있는 토미'스 플레이스란 이름의 바에서 마가리타 칵테일을 발명하였다. 한 여성이 마뇰리아(Magnolia, 샴페인 위에 브랜디, 쿠앵트로와 달걀 노른자를 얹는 칵테일의 일종)를 주문했었다고 한다. 판초 모랄레스는 잠시 레서피를 헷갈렸다고 한다; 해서 마가리타를 내놓았는데 이것이 크게 히트했다고 한다.
1938년, 카를로스 "대니" 헤레이라
- 비율: 3:2:1 = 6:4:2 (50% 테킬라, 33% 트리플 섹, 17% 신선한 라임 즙).

1938년 10-11월, 카를로스 "대니" 헤레이라가 화이트 테킬라 11/2 온스와 레몬 즙, 트리플 섹을 섞어 잘 섞인 혼합 음료를 만들고는 "마가리타"라는 이름을 붙였다고 전해진다. 
로자리토 해변을 따라 티후아나와 연결된 길 중간에 있던 란초 라 글로리아(Rancho La Gloria)라는 이름의 바에서였다고 한다. 자칭 마르요리 킹/리타 다 라 로사라는 이름의 쇼걸이 있었다고 하는데, (그녀는 또한 샌디에이고의 호텔 델 코르나도나 호텔 델 마에서 정규적으로 피아노를 쳤었다고 한다.) 그녀가 이 바의 고객이었다고 한다. 그녀는 테킬라를 제외한 모든 독한 술에 알레르기가 있었다고 한다. 하지만 그녀는 테킬라를 스트레이트로 마시거나 혹은 레몬이나 소금만을 넣어 마시지 못했다고 한다. 
헤레이라가 화이트 테킬라 3, 쿠앵트로 2, 신선한 레몬 즙 1의 비율로 섞어 음료를 새로 만들어 그녀에게 제공했다 한다. 그는 얼음을 갈아 넣었고 핸드 셰이커로 재료를 섞었다고 한다.
1948년 12월, 마가렛 세임즈 (Margaret Sames)
- 비율: 2:1:1 = 4:2:2 (50% 테킬라, 25% 트리플 섹, 25% 신선한 라임 즙).

마가렛 세임즈가 아카풀코 바에서 마가리타를 발명하였다고 전해진다. 
세임즈는 쿠앵트로 1, 테킬라 2, 라임 즙 1의 비율로 마가리타를 만들었다고 한다. 테킬라를 마시기 적 소금을 맛본다는 것을 알고 있던 그녀는, 칵테일을 장식하기 위해 굵은 소금을 글라스에 둘렀다고 한다.
세임즈는 1958년 텍사스 엘 파소로 이사하였다. 그곳에서 그녀는 사치스런 파티로 유명해졌다. 1982년 NBC의 투데이 쇼에 나와 마가리타를 제대로 만드는 방법을 시연하였다.
1948년, 산토스 크루즈
텍사스에 갈베스턴에 있는 발리니즈 룸(Balinese Room, 나이트클럽의 이름이다.)의 홍보물에 따르면, 이 곳의 수석 바텐더였던 산토스 크루즈가 가수 페기 (마가렛) 리를 위해 1948년에 마가리타를 발명한 것으로 되어 있다.
발리니즈 룸은, 1941년 개장한 텍사스 최고의 나이트클럽이다. 에어컨디셔너, 카지노, 수준 높은 음식료를 구비했었던 나이트클럽이었으나 1957년 문을 닫았다.
1940년대 초,
멕시코 티후아나에 살았던 엔리케 구티에레즈가, 본명이 마가리타 칸시노(Magarita Cansino)였던 리타 헤이워스를 위해서마가리타를 발명했다고 한다.
1930년대, 그녀가 은막에 데뷔하기 전 그녀의 본명을 따 칵테일에 이름이 붙었다고 한다. 10대 소녀였던 그녀는 포린 클럽의 무용수였는데, 거기서 일하던 바텐더에게 영향을 주었다고 한다.

### 누가 마가리타를 최초로 마시기 시작했나?
뉴욕타임즈의 정규 컬럼니스트인 윌리엄 그라임즈(William Grimes)에 따르면 – 그는 Straight Up or On the Rocks: The Story of the American Cocktail의 저자이다 – 사람들은 마가리타를 1930년대부터 마시기 시작한 것으로 기억한다고 한다. 1940년 이후에 가서 마가리타가 발명된 것이 아님이 틀림 없다는 것이다. 
1953년 12월호 에스콰이어 메거진에서는 마가리타 칵테일을 "이 달의 술"로 소개하고 있다:
테킬라 1 온스
소량의 트리플 섹
라임 1/2개 혹은 레몬 1/2개로 만든 즙
잘게 부순 얼음 위에 붓고서는 잘 젓는다. 글라스 가장자리를 레몬이나 라임 껍질로 문지른다. 소금을 두른다. 따르고 마셔라.

### 최초의 얼린 마가리타 머신 믹스
최초의 얼린 마가리타 머신 믹스는 1971년 댈러스에서 발명되었다. 화학자 존 호간(John Hogan)이 마리아노스라는 이름의 레스토랑에서 발명하였다. 그는 얼린 마가리타 머신(frozen margarita machine)을 발명한 사람으로 인정받고 있다. 순수한 사탕수수를 쓴 것이 사람들 입맛에 맞았던 비결이었다.

## 같이 보기
- 칵테일의 목록
- 마가리타빌